# Ranunculus wettsteinii
Ranunculus wettsteinii är en ranunkelväxtart som beskrevs av Dörfler. Ranunculus wettsteinii ingår i släktet ranunkler, och familjen ranunkelväxter. Inga underarter finns listade i Catalogue of Life.